# تلمبة زنغي أباد (نغار بردسير)
تلمبة زنغي أباد (بالإنجليزية: Tolombeh-ye Zangiabadi, Bardsir)‏ هي مستوطنة تقع في إيران في كرمان.